# Дело Тичборна

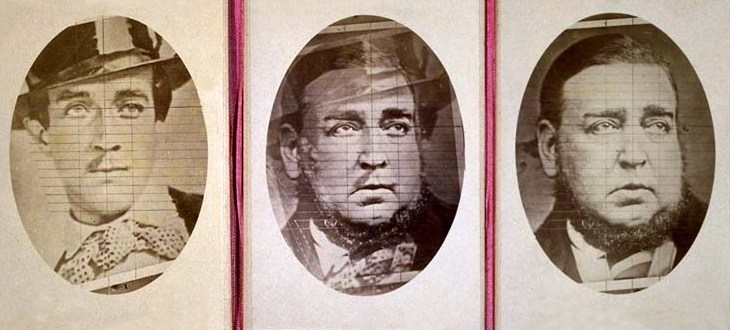
По мнению сторонников Претендента, наложение изображений (в центре) доказывало, что Роджер Тичборн (слева, 1853 год) и собственно Претендент (справа, 1874 год) — одно и то же лицо

Де́ло Ти́чборна (англ. Tichborne case) — судебный процесс, ставший популярным скандалом в викторианской Англии в шестидесятых и семидесятых годах XIX века. Рассмотренное в его рамках дело касалось претензий заявителя, объявившего себя пропавшим наследником баронетства Тичборнов. Имя заявителя доподлинно неизвестно — его называли и Томасом Кастро, и Артуром Ортоном, — однако обычно его именуют «Претендентом» (англ. the Claimant). По итогам процесса Претендент, не сумевший убедить суд в своей правоте, был обвинён в лжесвидетельстве и приговорён к длительному сроку заключения в тюрьме.
Предполагалось, что Роджер Тичборн, наследник титула и состояния Тичборнов, погиб при крушении корабля в 1854 году. Впоследствии появились слухи, что Тичборн выжил и отправился в Австралию. Его мать, надеясь на спасение сына, разместила объявления во многих австралийских газетах, предлагая вознаграждение за информацию. В 1866 году мясник из Уогга-Уогги по имени Томас Кастро провозгласил себя пропавшим дворянином. Кастро, в отличие от Тичборна, не был рафинированным джентльменом. Тем не менее ему удалось приобрести сторонников. Он прибыл в Англию. Леди Тичборн немедленно приняла его за сына, но другие члены семьи отнеслись к Претенденту с пренебрежением и решили его разоблачить.
Спор стал предметом судебного разбирательства лишь в 1871 году, а до того основным источником информации о происходящем служили лишь многочисленные расспросы. Выяснилось, что Претендент может оказаться сыном мясника из лондонского Вапинга Артуром Ортоном, который ушёл в море ещё мальчиком, а затем оказался в Австралии. После того как гражданский суд отклонил дело Претендента, он, обвинённый в лжесвидетельстве, отправился в поездку по городам страны, намереваясь привлечь внимание к своим доводам. В 1874 году присяжные уголовного суда признали, что Претендент — Ортон, а не Тичборн, и суд приговорил самозванца к четырнадцати годам заключения. До объявления приговора судья изобличил адвоката Претендента, Эдварда Кенили, в неподобающем поведении, и через некоторое время тот был лишён адвокатского звания.
После суда Кенили удалось собрать сторонников и сформировать популярное движение за реформы, Ассоциацию Великой хартии вольностей (англ. Magna Charta Association), которое на протяжении нескольких лет выступало в защиту Претендента. В 1875 году Кенили был избран в парламент, где стал радикальным независимым членом, однако его деятельность в роли парламентария не была эффективной. Когда в 1884 году Претендент вышел на свободу, движение было уже в упадке. Претендент не сотрудничал с ослабленным движением ни в какой форме, а в 1895 году и вовсе признался в том, что он — Ортон. Отрёкшись от признания почти сразу, Претендент провёл оставшиеся годы в нищете. В 1898 году он скончался. Хотя большинство источников придерживаются приговора суда, что Претендентом был Ортон, некоторые до сих пор считают, что существуют сомнения относительно того, кем он был, и есть вероятность, что он был Роджером Тичборном.

## История рода
Тичборны, чьё поместье Тичборн-Парк располагалось близ Алсферда в Гемпшире, были древним английским католическим родом, добившимся влияния ещё до Нормандского завоевания. После Реформации XVI века род оставался на стороне Короны, хотя Чидиок Тичборн и был повешен, выпотрошен и четвертован за участие в заговоре против Елизаветы I. В 1621 году Бенджамин Тичборн был произведён в баронеты за заслуги перед королём Яковом I.
В 1803 году седьмой баронет, сэр Генри Тичборн, был захвачен войсками Наполеона в Вердене и помещён в тюрьму, где провёл несколько лет. Он находился в плену со своим четвёртым сыном Джеймсом и благородным англичанином Генри Сеймуром. Несмотря на ограничение свободы, Сеймур сумел поддержать романтические отношения с дочерью герцога де Бурбона, плодом которых стало рождение Генриетты Фелиситы, появившейся на свет около 1807 года. Годы спустя Сеймур, размышляя о судьбе своей двадцатилетней незамужней дочери, решил выдать её за старого знакомого Джеймса, зрелого и невзрачного мужчину. Свадьба состоялась в августе 1827 года, а 5 января 1829 года Генриетта родила сына Роджера Чарльза Даути Тичборна.
В 1821 году титул перешёл к старшему сыну сэра Генри, Генри Джозефу, который был отцом семерых дочерей. Поскольку титул баронета мог быть передан исключительно по мужской линии, по кончине Генри Джозефа в 1845 году девятым баронетом стал его младший брат Эдвард, принявший фамилию Даути по условию завещания. Единственный сын Эдварда умер ещё в детстве, и титул перешёл к Джеймсу Тичборну, а затем и к Роджеру. Наследство Даути существенно поправило материальное положение семейства.
Джеймс и Генриетта родили ещё троих детей. Две их дочери умерли в младенчестве, а сын Альфред явился на свет в 1839 году. Брак Джеймса и Генриетты был несчастливым, поэтому супруги проводили много времени порознь: отец семейства жил в Англии, а Генриетта находилась в Париже вместе с Роджером. Французское воспитание Роджера привело к тому, что он говорил на языке отца с сильным акцентом. В 1845 году Джеймс решил, что его наследник должен завершить образование в Англии и устроил его в иезуитскую школу-пансион Стоунихёрст, где он оставался до 1848 года. В 1849 году Роджер сдал экзамены Британской армии, после чего поступил в Шестой драгунский гвардейский полк. Роджер прослужил три года, большую часть которых провёл в Ирландии.
Находясь в отпуске, Роджер часто оставался у дяди Эдварда в Тичборн-Парк, где обнаружил интерес к своей кузине Кэтрин Даути, которая была младше его на четыре года. Сэр Эдвард и его супруга любили племянника, однако находили брак между столь близкими родственниками нежелательным. С некоторых пор паре было запрещено встречаться, но Роджер и Кэтрин устраивали свидания тайно. С горечью осознавая, что у их отношений нет перспектив, Роджер рассчитывал бежать от обстоятельств, отправившись в заморскую командировку. Когда же стало очевидно, что полк останется в Британии, Роджер подал в отставку. 1 марта 1853 года он в частном порядке отправился в Вальпараисо на борту судна La Pauline.

## Путешествия и исчезновение

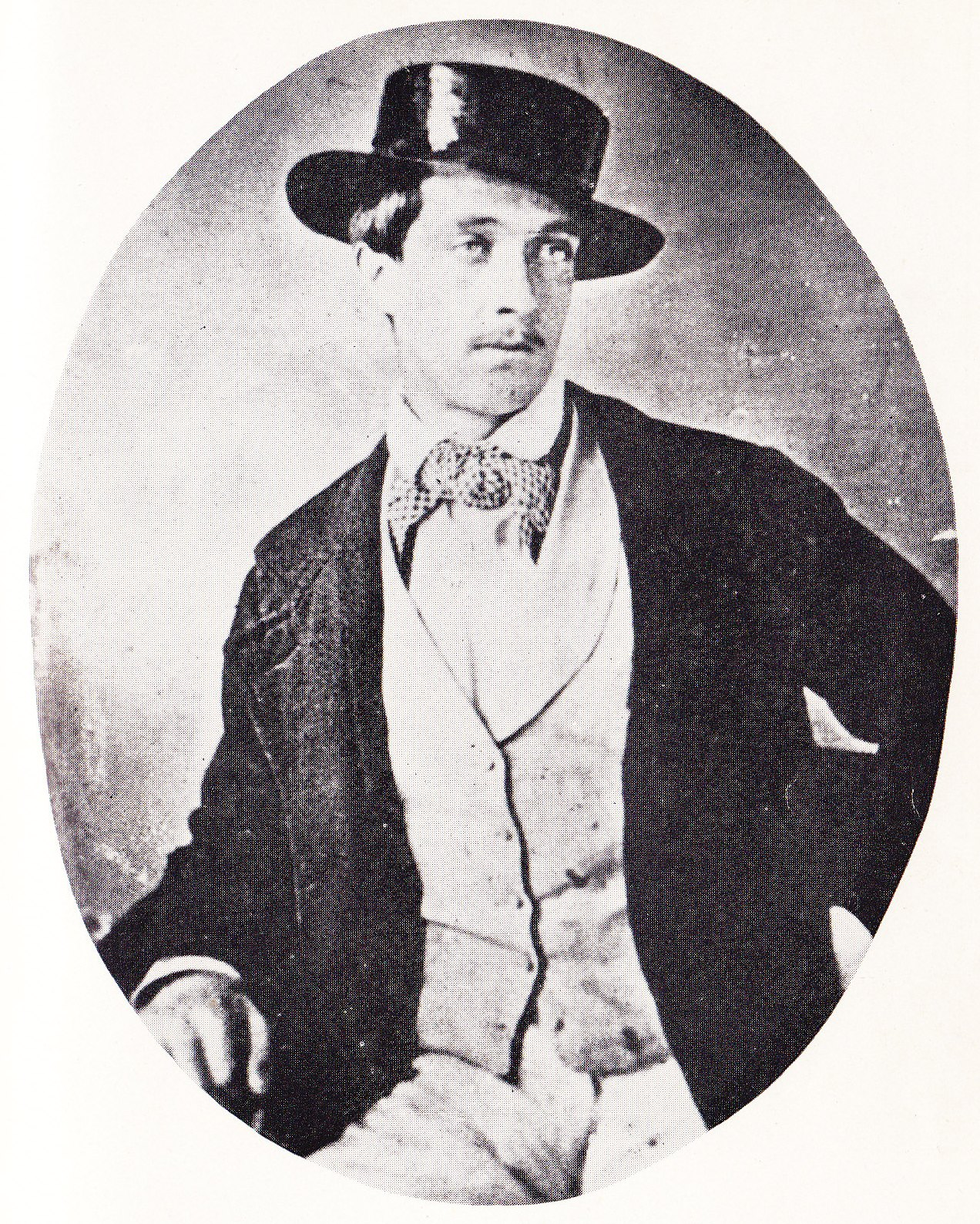
Один из двух дагерротипов Роджера Тичборна, сделанных в Южной Америке (1853—1854)

19 июня 1853 года судно достигло пункта назначения, где Роджера настигла весть о майской смерти сэра Эдварда и переходе титула к его отцу. Общий срок пребывания Роджера в Южной Америке составил десять месяцев. На первых порах его сопровождал семейный слуга, Джон Мур. В рамках своих сухопутных странствий Роджер мог посетить городок Мелипилья, расположенный между Вальпараисо и Сантьяго. Заболевший Мур остался в столице, а Роджер тем временем выехал в Перу, отправившись там в длительный охотничий поход. К концу года он вернулся в Вальпараисо, а в январе Тичборн начал переход Анд. На исходе месяца он добрался до Буэнос-Айреса, откуда написал тёте, леди Даути. В письме он указал, что собирается посетить Бразилию, Ямайку и, наконец, Мексику. В последний раз Роджера видели в апреле 1854 года в Рио-де-Жанейро — путешественник ожидал судна на Ямайку. Несмотря на отсутствие паспорта, Тичборн сумел получить спальное место на корабле «Белла» (англ. Bella), который отбыл на Ямайку 20 апреля.
24 апреля опрокинутая судовая шлюпка с пометкой «Белла» была обнаружена на бразильском берегу вместе с обломками, однако без людей. Предполагалось, что судно потерпело крушение вместе со всем экипажем и пассажирами. В июне сообщение о пропаже Роджера доставили в семью Тичборнов, сохранивших, впрочем, тусклую надежду, подпитываемую слухами о спасении выживших другим кораблём, направлявшимся в Австралию. Сэр Джеймс Тичборн скончался в июне 1862 года, что означало бы переход титула к Роджеру, однако ввиду его предполагаемой смерти новым баронетом стал его младший брат Альфред. Безрассудство Альфреда вскоре поставило его на грань банкротства, а поместье Тичборн-Парк было освобождено и отдано в пользование арендаторам.
Воодушевившись разговором с ясновидящей, заверившей леди Тичборн в том, что Роджер жив и здоров, мать пропавшего начала регулярно размещать объявления в The Times, предлагая вознаграждение за информацию о Роджере и судьбе судна. Такого рода поиски не увенчались успехом, однако в мае 1865 года леди увидела сообщение Артура Кьюбитта из австралийского Сиднея, который рекламировал услуги своего «Агентства пропавших друзей» (англ. "Missing Friends Agency"). Тичборн написала ему, и Кьюбитт согласился направить несколько заметок в местные издания. В этих объявлениях были изложены детали последнего плавания «Беллы» и дано описание Роджера как человека «хрупкого сложения, довольно высокого, с очень светлыми коричневыми волосами и голубыми глазами». За любую информацию, которая могла бы «определённо указать на его судьбу», предлагалась «самая щедрая награда».

## Появление Претендента

### Австралия

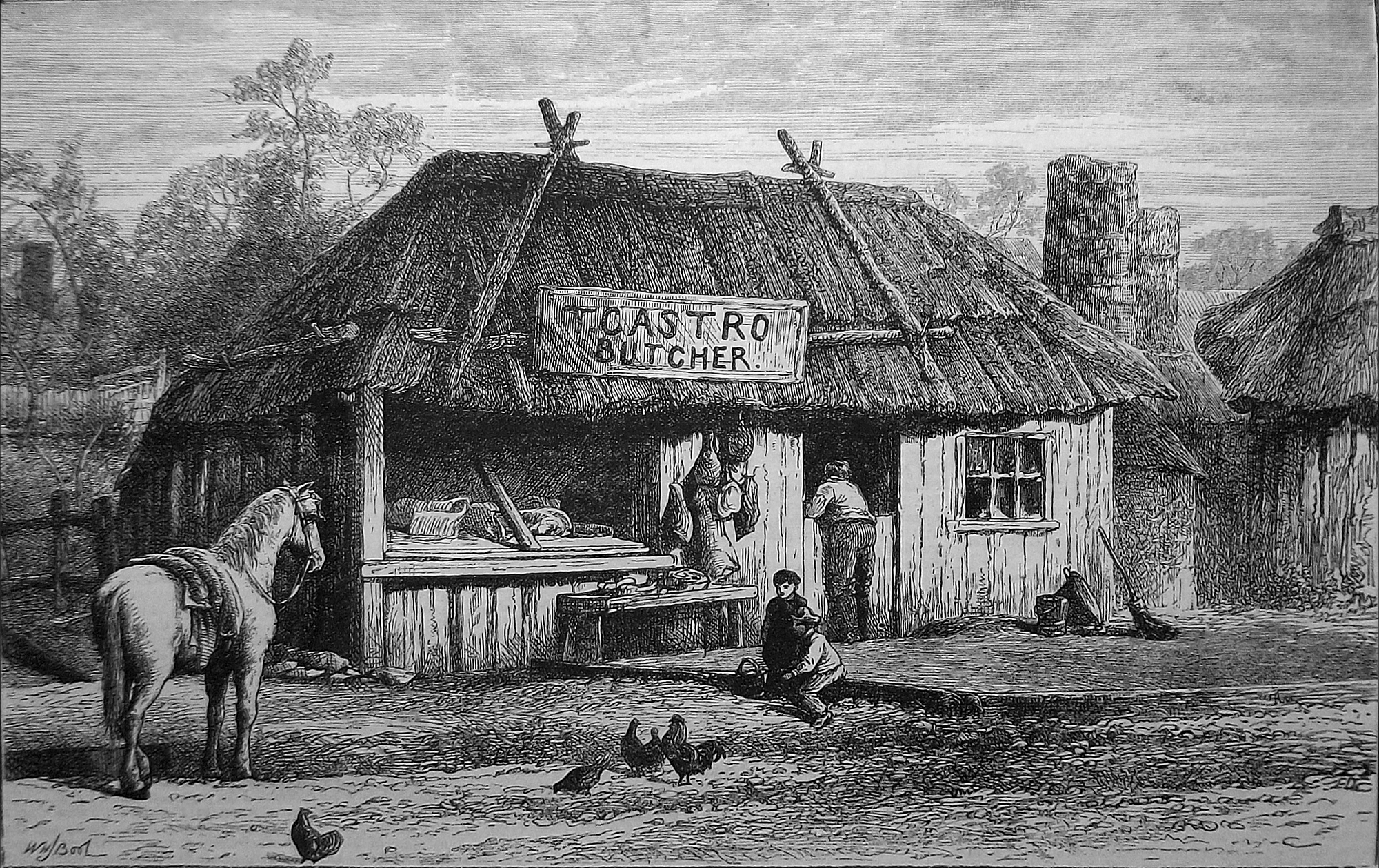
Мясная лавка Томаса Кастро. Уогга-Уогга, Австралия

В октябре того же года Кьюбитт сообщил леди Тичборн о том, что адвокат Уильям Гиббс из Уогга-Уогги опознал Роджера в обанкротившемся местном мяснике, известного под именем Томаса Кастро. В ходе проверки, проходившей в рамках процедуры банкротства, Кастро упоминал, что располагает собственностью в Англии. Ему, по собственным словам, удалось пережить кораблекрушение, и, кроме того, он курил трубку из шиповника с инициалами «R. C. T.». Когда Гиббс потребовал от Кастро открыть его подлинное имя, тот поначалу не сказал ничего явного, но затем согласился, что он действительно является пропавшим Тичборном. С этого времени мясник Кастро стал известен как Претендент.
Предложив леди Тичборн перевезти Претендента в Англию, Кьюбитт написал ей с просьбой о покрытии расходов. Тогда же Гиббс потребовал Претендента составить завещание и написать письмо матери. В завещании Претендент допустил ряд ошибок, назвав леди Тичборн «Анной Франсес» (англ. "Hannah Frances") и указав большое количество земельных участков, не принадлежавших семейству. В письме к леди Претендент описал своё прошлое весьма расплывчато, однако, несмотря на все несоответствия, леди Тичборн признала в австралийском мяснике своего старшего сына. Возможно, её готовность принять Претендента была вызвана смертью сына Альфреда, ушедшего из жизни в феврале.
В июне 1866 года Претендент прибыл в Сидней, и, пользуясь заявлением, подтверждавшим личность Роджера Тичборна, он сумел получить деньги в нескольких банках. Впоследствии было обнаружено, что документ содержал множество ошибок, хотя дата рождения и элементы родословной были приведены верно. В заявлении излагалась краткая хронология ранее неизвестного периода жизни Роджера Тичборна. После крушения «Беллы» его вместе с другими пассажирами приняло судно «Оспрей» (англ. Osprey), направлявшееся в Мельбурн. Прибыв в Австралию, он принял имя Томаса Кастро, с которым познакомился в Мелипилье, после чего скитался по стране на протяжении нескольких лет. Обсновавшись в Уогга-Уогге, он женился на беременной домохозяйке Мэри Энн Брайант и принял её дочь как родную. Ещё одна дочь родилась в марте 1866 года.
Находясь в Сиднее, Претендент столкнулся с двумя слугами, ранее работавшими в семье Тичборнов. Один из них — садовник Майкл Гайлфойл — вначале признал в Претенденте своего бывшего работодателя. Когда же Гайлфойла попросили оплатить возвращение Тичборна домой, он изменил своё мнение. Эндрю Богл, второй слуга, работавший на сэра Эдварда долгие годы, не сразу узнал Роджера в Претенденте. К моменту их встречи в Австралии масса тела Претендента составляла 189 фунтов (почти 86 килограммов), что сильно контрастировало с воспоминаниями Богла о молодом хрупком Тичборне. Затем, впрочем, Богл признал кандидатуру Претендента и оставался уверен в истинности его слов до самой смерти. 2 сентября 1866 года Претендент, получив средства из Англии, отплыл из Сиднея на борту судна «Ракаиа» (англ. Rakaia), взяв с собой жену, детей и несколько слуг, в числе которых был и Богл. Покидая Австралию, получивший доступ к деньгам Претендент весил уже 210 фунтов (около 95 килограммов), а к концу длительного путешествия набрал ещё 40 (около 18 килограммов). Путешествие, потребовавшее нескольких пересадок, завершилось 25 декабря того же года в эссекском Тилбери.

### Англия и Франция

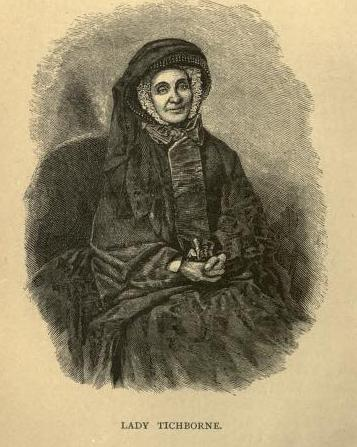
Леди Тичборн

Разместив жену и детей в одном из лондонских отелей, Претендент осведомился о местонахождении леди Тичборн и выяснил, что она пребывает в Париже. Затем он направился в Вапинг на востоке Лондона, справившись там о семье Ортонов. Выяснив, что Ортоны больше не живут в этом районе, он назвался соседу другом Артура Ортона, который, по его словам, был теперь одним из богатейших людей Австралии. Важность этого визита стала очевидной лишь впоследствии. 29 декабря Претендент посетил Алсферд, остановившись в отеле «Суон» (англ. Swan Hotel). Лендлорд заметил, что внешность постояльца напоминает ему о Тичборнах, и Претендент открыл ему свою личность — личность баронета Роджера, — хотя и попросил оставить её в секрете. В поместье Претендент занимался поиском информации о семействе Тичборнов.
По возвращении в Лондон Претендент нанял солиситора Джона Холмса, который согласился отправиться с ним в Париж для встречи с леди Тичборн. Визит состоялся 11 января в отеле «Лилль» (фр. Hôtel de Lille). Лишь только увидев лицо Претендента, леди немедленно признала в нём сына. Детский учитель Роджера отец Четиллон, напротив, объявил Претендента самозванцем, однако леди осталась равнодушной к этому мнению и позволила Холмсу разместить в The Times заметку о признании Претендента. Она назначила Претенденту ежегодный доход в размере тысячи фунтов и направилась с ним в Англию, желая представить его другим членам семьи, воспринявшим возвращение Роджера скептически.

## Предпосылки судебного разбирательства

### Сторонники и противники

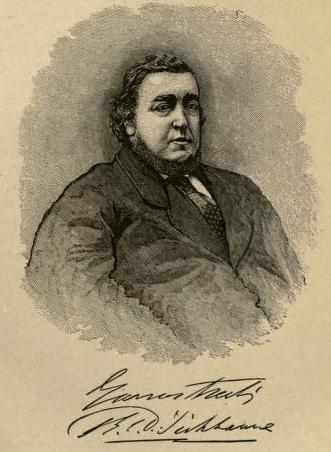
Рисунок располневшего Претендента, сделанный около 1869 года

Сторону Претендента довольно скоро приняли авторитетные для семьи фигуры. Поддержку кандидатуре выразили и солиситор Эдвард Хопкинс, и семейный врач Дж. П. Липском. Последний, детально обследовав Претендента, объявил, что пациент страдает ярко выраженной мальформацией гениталий. С течением времени утвердилось мнение, что Роджеру был поставлен тот же диагноз, однако документальных подтверждений этому нет. Многих впечатлил тот факт, что Претендент мог вспомнить мельчайшие детали ранних лет жизни Роджера. В частности, он упоминал о мушиных снастях, которые Тичборн использовал для ловли рыбы. Претендента признали и некоторые сослуживцы Роджера, среди которых был и его бывший денщик Томас Картер. Другими влиятельными сторонниками Претендента стали лорд Риверс, землевладелец и спортсмен, и Гилдфорд Онслоу, парламентарий от Либеральной партии. Роэн Макуильям в своих записях о деле отмечает, что столь широкое признание только усилило физические различия между Претендентом и Роджером. К середине июня 1867 года Претендент весил уже почти 300 фунтов (около 136 килограммов), и в последующие годы он стал ещё более дородным.
Леди Тичборн настаивала на том, что Претендент — это её сын, при этом другие члены семьи фактически единодушно считали австралийца самозванцем. Двенадцатым баронетом был признан сын Альфреда Тичборна, Генри Альфред. Леди Даути, вдова Эдварда, вначале поверила новостям из-за океана, однако по прибытии Претендента в Англию она также отказалась признавать в нём Роджера. Генри Сеймур, приходившийся леди Тичборн братом, объявил Претендента ложным кандидатом, выяснив, что тот не говорит по-французски и даже не понимает язык, на котором говорил в детстве. У предполагаемого Роджера не осталось ни следа французского акцента, свойственного ему ранее. Претендент не смог назвать нескольких членов семьи, когда его пытались поймать на лжи, представляя ненастоящих Тичборнов. Претендент не произвёл впечатления и на бывшего управляющего Тичборн-Парком Винсента Госфорда. Когда стюард попросил Претендента перечислить содержимое запечатанного пакета, оставленного Роджером перед отъездом в 1853 году, Претендент заявил, что не может вспомнить этих подробностей. Не верившие Претенденту Тичборны считали, что он почерпнул имеющиеся у него знания о семье — например, некоторые сведения об устройстве Тичборн-Парка, — из общения с Боглом и некоторых других источников. Помимо леди Тичборн Претендента признал лишь один родственник — Энтони Джон Райт Биддалф, из числа дальних кузенов Роджера. Впрочем, при жизни леди Тичборн позиции Претендента оставались весьма сильны.
31 июля 1867 года вопрос был рассмотрен в Канцлерском отделении Высокого суда справедливости в Здании королевских судов . Претендент заявил, что после прибытия в Мельбурн в июле 1854 года он работал на скотном дворе Уильяма Фостера в Гиппсленде. Тогда, представляясь именем Томаса Кастро, он повстречался с другим работником, англичанином Артуром Ортоном. Уйдя от Фостера, Претендент странствовал по стране, работая в разных местах, — иногда его сопровождал и Ортон. Затем, в 1865 году Претендент обосновался в Уогга-Уогге. Приняв во внимание показания Претендента, Тичборны направили в Австралию своего представителя Джона Маккензи. Там он нашёл вдову Фостера, которая предоставила ему старые записи мужа. Несмотря на то что никакого упоминания о Томасе Кастро в них не было, имя Артура Ортона в документах фигурировало. Увидев фотографию Претендента, вдова опознала в нём именно Ортона, сформировав тем самым первое доказательство против него. Один из жителей Уогга-Уогги вспомнил о неком Кастро и сказал, что этот человек научился своему ремеслу в Вапинге. Когда эта информация достигла Лондона, Тичборны решили направить в Вапинг частного детектива, бывшего полицейского Джека Уичера, которому удалось узнать о том самом визите Претендента в декабре 1866 года.

### Ортон
Сын мясника Артур Ортон родился 20 марта 1834 года в Вапинге. Он ушёл в море ещё мальчиком, и в начале 1850-х годов Ортон оказался в Чили. В 1852 году он на борту корабля «Миддлтон» (англ. Middleton) прибыл в Хобарт, Тасмания, а затем перебрался в континентальную часть Австралии. Он прекратил работать на Фостера в 1857 году, когда между ними возник спор о заработной плате. Сведения о его дальнейшей судьбе отсутствуют. Если Ортон и Кастро действительно были разными людьми, то прямых доказательств дальнейшего существования Ортона нет, хотя заинтересованная сторона и предпринимала энергичные попытки найти его. Претендент намекал, что они вместе с Ортоном время от времени преступали закон, ввиду чего им приходилось периодически изменять имена. Большинство родственников Ортона не узнали в Претенденте давно пропавшего Артура. Их показания, вероятно, были ложными, поскольку удалось установить, что Ортоны получили от Претендента определённую сумму денег. С другой стороны, соответствие между Претендентом и Артуром Ортоном установила бывшая возлюбленная последнего, Мэри Энн Лоудер.

### Истощение средств
12 марта 1868 года ушла из жизни леди Тичборн, оставив Претендента и без главного защитника, и без надёжных источников дохода. Похороны леди стали ещё одним поводом для его конфликта с Тичборнами: настаивая на роли главного плакальщика панихиды, Претендент вызвал возмущение всего семейства. С другой стороны, утраченный им доход был скоро компенсирован за счёт средств сторонников — Претендент мог рассчитывать на 1400 фунтов в год. Кроме того, Претендента поселили в доме неподалёку от Алсферда.
В сентябре 1868 года Претендент в компании своих юристов посетил Южную Америку, где намеревался встретиться со свидетелями из Мелипилья, которые, возможно, могли бы подтвердить его личность. Он высадился на берег в Буэнос-Айресе, заявив своим спутникам, что встретится с ними в Вальпараисо. Юристы продолжили плавание, а Претендент, пробыв в Аргентине два месяца, сел на корабль, шедший в Англию. Его оправдания — слабое здоровье и угроза нападения разбойников — не убедили его сторонников, многие из которых отказались помогать ему впредь. С должности его солиситора ушел Холмс. Юристы же по возвращении в Англию сообщили, что никто в Мелипилье не слышал о Тичборне, зато некоторые припомнили английского моряка Артуро.
Вскоре Претендент объявил себя банкротом. В 1870 году его новые юридические консультанты запустили оригинальную кампанию по сбору средств: была выпущена тысяча долговых расписок стоимостью по сто фунтов. Владельцы этих ценных бумаг, названных «облигациями Тичборна» (англ. Tichborne Bonds), могли получить долг с процентами после того, как Претендент унаследовал бы полагающееся ему состояние. В итоге было собрано около 40 тысяч фунтов, при этом сами бумаги вскоре обменивались с большой скидкой, а затем их цена стала вовсе смехотворной. Тем не менее, собранные средства позволяли Претенденту жить и оплачивать услуги юристов на протяжении некоторого времени. После задержки, вызванной течением и последствиями Франко-прусской войны, ключевые свидетели смогли покинуть Париж, и в мае 1871 года в суд было передано гражданское дело о личности Роджера Тичборна. Претендент рассчитывал на победу, желая получить долгожданное признание и наследство.

## Гражданское дело:Тичборн против Лашингтона, 1871—1872
Дело было внесено в реестр Суда общих тяжб под заголовком «Тичборн против Лашингтона». Суть иска составляло требование о выселении полковника Лашингтона, снимавшего помещения в Тичборн-Парк. Действительной же целью разбирательства являлось доказательство личности Претендента и, следовательно, получение им прав на недвижимость Тичборнов. Провал означал бы, что Претендент будет признан самозванцем. В случае успеха Претендент мог получить не только 2290 акров (около 927 гектар) поместья, но и усадьбы, земли и фермы в Гемпшире, а также недвижимость в Лондоне и других регионах Англии. Совокупный доход от этих активов составлял бы более 20 тысяч фунтов ежегодно. В современных ценах доход Претендента исчислялся бы миллионами фунтов.

### Рассмотрение доказательств и перекрёстный допрос

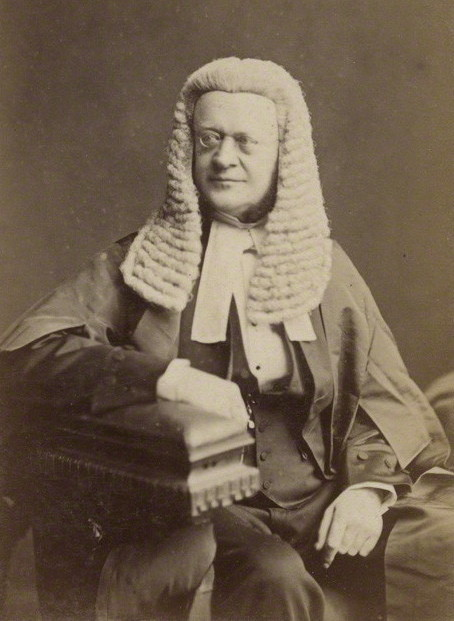
Сэр Уильям Боувилл, председатель судебной коллегии

Слушания по делу состоялись в суде, расположенном на территории Вестминстерского дворца. Рассмотрение началось 11 мая 1871 года, а председателем судебной коллегии был назначен сэр Уильям Боувилл, главный судья по общим тяжбам. Сторону Претендента представляли опытные адвокаты Уильям Баллантин и Хардинг Гиффард, а также другие юристы. Интересы Тичборнов защищали Генеральный солиситор Джон Коулридж (в рамках процесса он получил должность Генерального атторнея) и Генри Хокинс, будущий судья Высокого суда, который был наделён правом провести перекрёстный допрос. В своём вступительном слове Баллантин обратил внимание слушателей на несчастливое детство Роджера Тичборна, властный характер его отца, его плохое образование и часто немудрые решения в выборе компании. Проведя время в открытой лодке после крушения корабля, Претендент, по словам Баллантина лишился многих воспоминаний, чем и можно было объяснить его слабое представление о прошлом. Попытки же доказать соответствие его личности и личности Артура Ортона, по мнению адвоката, предпринимались «безответственными» частными сыщиками, работавшими на Тичборнов.
Среди первых свидетелей, вызванных Претендентом, были бывшие офицеры и служащие из полка Роджера, все из которых выразили мнение о том, что в зале присутствует подлинный Роджер Тичборн. Баллантин приглашал в зал нынешних и бывших слуг семейства, в частности, Джона Мура, сопровождавшего Роджера в Южной Америке. Мур подтвердил, что Претендент верно описал многие мелкие детали их путешествия, например, использованную тогда одежду или имя принятой собаки. Кузен Роджера Энтони Биддалф отметил, что признать Претендента он смог только после долгого пребывания в его обществе.
30 мая Баллантин призвал к ответу самого Претендента. В ходе перекрёстного допроса он отвечал на вопросы об Артуре Ортоне, которого он описал как «ширококостного мужчину с острыми чертами и длинным лицом, слегка отмеченном оспой». По его собственному утверждению, они расстались между 1862 и 1865 годом, вновь встретившись в Уогга-Уогге. Когда Претендента спросили о подробностях его отношений с Ортоном, он был уклончив и сказал, что не желает изобличать самого себя. Задав свои вопросы относительно поездки Претендента в Вапинг, Хокинс прямо спросил его: «Вы Артур Ортон?», на что тот ответил отрицательно. Отвечая на вопросы о пребывании в Стоунихёрсте, Претендент проявил существенное невежество. Он не узнал Вергилия, путал латынь с греческим и не понимал, что такое химия. Он привёл аудиторию в недоумение, заявив, что он соблазнил Кэтрин Даути и упомянув, что в содержимом оставленного Госфорду пакета, о котором он якобы не мог вспомнить раньше, были инструкции, которые предназначались на случай её беременности. Роэн Макуильям указывает, что Тичборны с тех пор стремились не только сохранить наследство, но и защитить честь Даути.

### Завершение дела
7 июля было принято решение о переносе дальнейших разбирательств на четыре месяца. Когда слушания возобновились, Баллантин вызвал ещё ряд свидетелей, среди которых были Богл и Фрэнсис Бейджент, близкий друг семейства. Хокинс утверждал, что оба этих снабжали Претендента информацией, которая позволила ему ориентироваться в биографии Роджера. Тем не менее, перекрёстный опрос показал, что и Богл, и Бейджент действительно верили в правоту Претендента. В одной из своих речей в январе 1872 года Коулридж поставил Претендента в один ряд с «величайшими самозванцами в истории». Пытаясь доказать, что Претендент является Артуром Ортоном, он вызвал более двухсот свидетелей — в итоге потребовались показания всего нескольких. Лорд Беллью, знавший Роджера во время его пребывания в Стоунихёрсте, рассказал суду о нескольких заметных татуировках Роджера, которых на теле Претендента обнаружено не было. 4 марта присяжные обратились к судье, заявив, что получили достаточно доказательств для отвержения притязаний Претендента. Убедившись, что решение основано не только на показаниях Беллью, судья Боувилл постановил арестовать Претендента за лжесвидетельство и направить его в Ньюгетскую тюрьму.

## «Обращение к общественности», 1872—1873

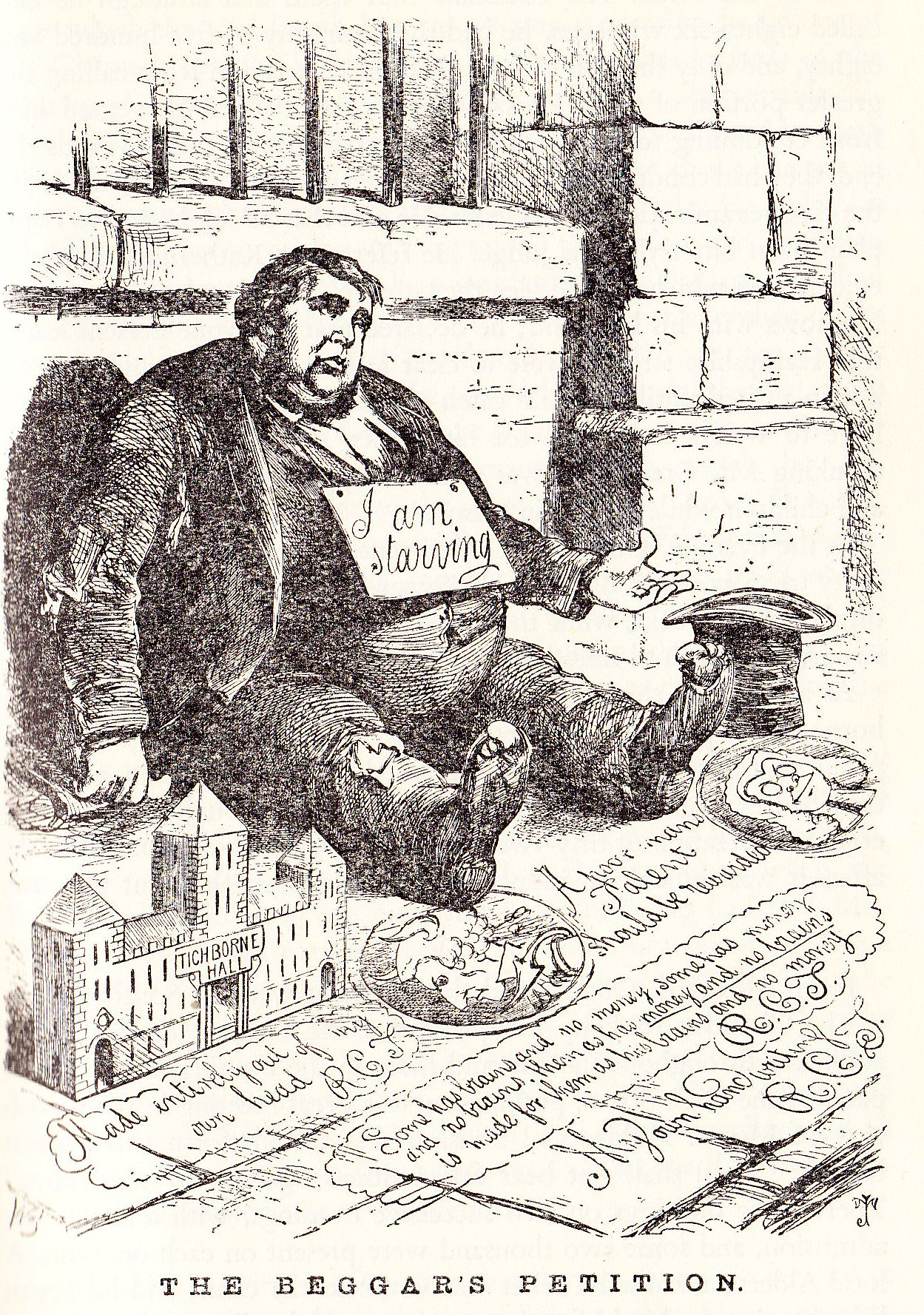
Обращение Претендента к общественности. Карикатура в издании Judy, or The London Serio-Comic Journal

Находясь в тюрьме, Претендент поклялся продолжить борьбу сразу после освобождения. 25 марта 1872 года в Evening Standard вышло его «Обращение к общественности» (англ. Appeal to the Public), в котором он просил о материальной поддержке для покрытия юридических и бытовых расходов. Он писал: «Я обращаюсь к каждой британской душе, вдохновлённой любовью к правосудию и честной игре и желающей защитить слабого от сильного». Отстаивая свои интересы в суде, Претендент привлёк на свою сторону множество сочувствующих. Его сторонники считали, что процесс символизирует всю проблематику взаимодействия рабочего класса и судебной системы. После публикации обращения по всей стране были созданы комитеты в поддержку Претендента. В начале апреля он был освобождён и передан на поруки лорда Риверса и Гилдфорда Онслоу. Выходящего из здания Олд-Бейли Претендента встречала ликующая толпа.
14 мая в Алсферде состоялась открытая встреча сторонников, на которой Онслоу сообщил о получении пожертвований и многочисленных приглашений из английских городов. В то время как Претендент выступал в разных уголках страны, следившие за его поездкой журналисты заметили, что он говорит с акцентом кокни, характерным для небогатых уроженцев Восточного Лондона. Тем не менее, кампания привлекла на сторону Претендента ещё нескольких влиятельных персон, в том числе Джорджа Хаммонда Уэлли, парламентария от округа Питерборо и убеждённого антикатолика. И он, и Онслоу порой позволяли себе неосторожные заявления. После состоявшейся 11 декабря встречи в столичном Сент-Джеймс-холле, оба предъявили конкретные обвинения Генеральному атторнею и Правительству, которые, с их точки зрения, пытались помешать правосудию. В результате, Уэлли и Онслоу были обвинены в неуважении к суду и оштрафованы на сто фунтов каждый.
Крупные издания, за редким исключением, отзывались о кампании Претендента весьма враждебно. Желая противостоять информационной атаке, сторонники Претендента запустили две недолго просуществовавшие газеты: в мае 1872 года началась публикация Tichborne Gazette, а с июня начала выходить Tichborne News and Anti-Oppression Journal. Первая газета, выходившая вплоть до декабрьского наказания Уэлли и Онслоу, была полностью посвящена делу Претендента. Второе издание, освещавшее и другие противоречивые процессы, просуществовало четыре месяца.

## Уголовное дело:Королева против Кастро, 1873—1874

### Судьи и адвокаты

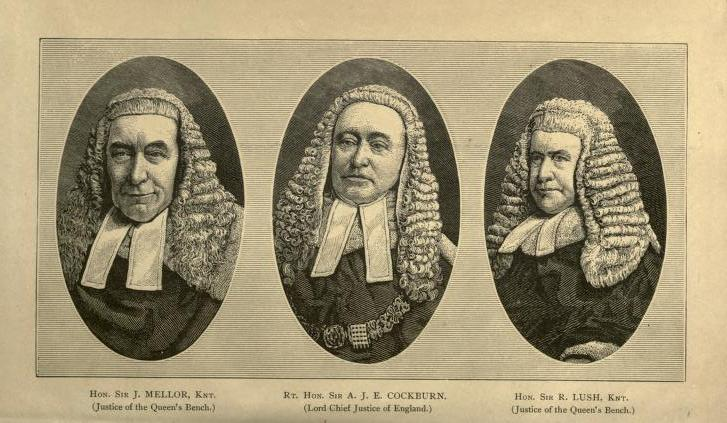
Судьи в уголовном процессе, слева направо: сэр Джон Меллор, сэр Александр Кокберн, сэр Роберт Лаш

Уголовное дело, которое должно было быть рассмотрено в Суде королевской скамьи, проходило под заголовком «Королева против Кастро». В свете предполагаемой длительности процесса было решено передать дело не одному судье, но полной коллегии. Её председателем стал сэр Александр Кокберн, Лорд главный судья. Его намерение заслушать дело вызвало в обществе споры, поскольку в ходе гражданского процесса он открыто называл Претендента лжесвидетелем и клеветником. Также в коллегию вошли сэр Джон Мэллор и сэр Роберт Лаш, уже имевшие опыт в Суде королевской скамьи.
Состав стороны обвинения по сравнению с гражданским процессом практически не изменился — выбыл лишь Коулридж. Команду адвокатов возглавлял Хокинс, его главными ассистентами были Чарльз Боуэн и Джеймс Мэтью. И тот, и другой впоследствии стали судьями. Команда Претендента была значительно слабее. Ему не удалось вновь нанять Баллантина, а другие участники предыдущего процесса отказались сотрудничать с ним снова. Возможно, нежелание юристов представлять Претендента было связано с необходимостью доказывать связь клиента с Кэтрин Даути. В итоге одним из защитников Претендента стал Эдвард Кенили, в известной мере талантливый, но эксцентричный ирландский адвокат. До того Кенили защищал фигурантов других громких дел, среди которых были отравитель Уильям Палмер и лидеры Фенианского восстания 1867 года. Ему ассистировали не примечательные в профессиональном смысле юристы Патрик Макмагон, часто отсутствовавший на заседаниях член парламента, и Купер Уайлд, молодой и неопытный адвокат. Работа Кенили осложнилась ещё сильнее, когда несколько его высокопоставленных свидетелей отказались прийти на заседание, опасаясь, вероятно, насмешек противной стороны. Никаких показаний не дали и некоторые ключевые свидетели предыдущего процесса, в том числе Мур, Бейджент и Липском.

### Процесс

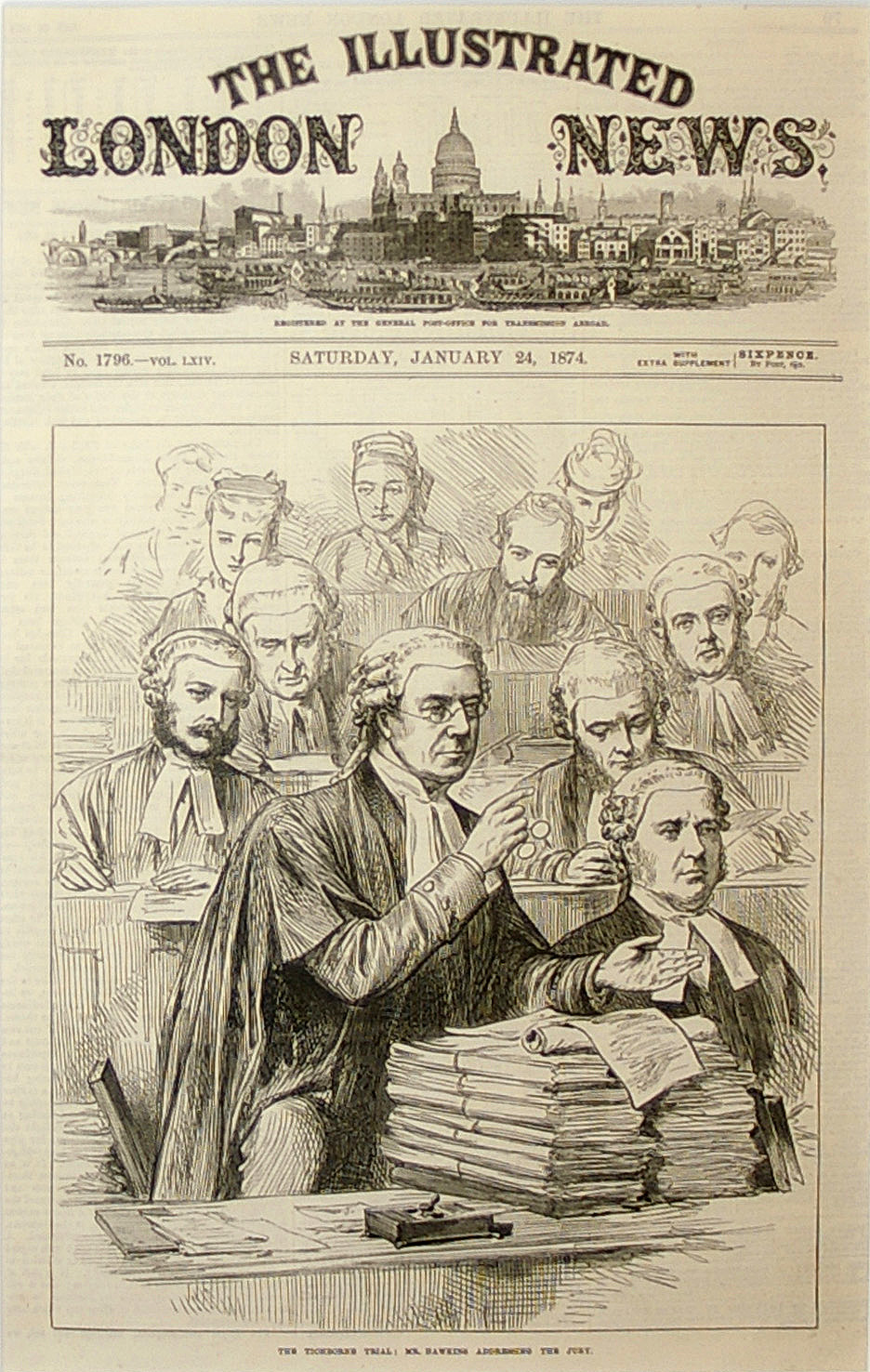
Обращение Хокинса к суду. Иллюстрация времён процесса

Процесс стал одним из самых длительных в истории английской юстиции: слушания начались 21 апреля 1873 года и завершились 28 февраля следующего, заняв в итоге 188 судебных дня. Тон слушаниям задавал стиль Кенили, который был склонен к конфронтации с противной стороной. Он атаковал не только свидетелей, но и судебную коллегию, что приводило к частым столкновениям с Кокберном. Согласно уголовно-процессуальным нормам той системы, Претендент не мог давать показания, хотя и присутствовал на заседаниях. Вне суда он упивался своей популярностью. Американский писатель Марк Твен, пребывавший тогда в Лондоне, однажды встретился с Претендентом на неком мероприятии. Твен писал, что счёл его тогда «довольно тонкой и величественной фигурой». О присутствовавшей на той встрече публике он отозвался так: «образованные люди, люди, вращающиеся в хорошем обществе… Со всех сторон звучало „Сэр Роджер“, всегда „Сэр Роджер“, никто не умалчивал титул».
В общей сложности Хокинс вызвал 215 свидетелей, в том числе жителей Франции, Мелипильи, Австралии и Вапинга. Все из них либо утверждали, что Претендент не является Роджером Тичборном, либо называли его Артуром Ортоном. Эксперт-графолог клятвенно заявил, что почерк Претендента напоминал почерк Ортона, но не Тичборна. Хокинс утверждал, что история спасения на судне «Оспрей» была лишь выдумкой. Корабль с таким названием прибыл в Мельбурн в июле 1854 года, однако описание Претендента не соответствовало его подлинной наружности. Кроме того, Претендент неправильно назвал имя капитана, а двое членов экипажа, которых упоминал обвиняемый, служили тогда на «Миддлтоне» (англ. Middleton), судне, на котором Ортон прибыл в Хобарт. Никаких сообщений о спасении не было обнаружено ни в судовом журнале «Оспрея», ни в записях смотрителя мельбурнского маяка. Говоря о содержимом запечатанного пакета, Госфорд заявил, что там содержались некоторые бумаги, однако о связи с Кэтрин Даути или о её беременности не говорилось ни слова.
В своей защите Претендента Кенили пытался представить его жертвой заговора католической церкви, правительства и судебной элиты. Он часто пытался очернить свидетеля, как это произошло в случае с лордом Беллью, репутацию которого Кенили разрушил подробностями совершённого им адюльтера. В числе свидетелей Кенили были Богл и Биддалф, которые по-прежнему твёрдо стояли на стороне Претендента. Поистине сенсационные показания дал моряк Джин Льюи, утверждавший, что в момент спасения пассажиров он работал на «Оспрее». Льюи опознал Претендента, назвав его «мистером Роджерсом» и заявив, что тот был одним из шести выживших, которые были доставлены в Мельбурн. Расследование, однако, выявило, что Льюи, бывший заключённый, дал ложные показания, и в названное время находился в Англии. Он был обвинён в лжесвидетельстве и приговорён к семи годами тюремного заключения.

### Подведение итогов и приговор
29 января 1874 года Кокберн завершил выступления Кенили и Хокинса и начал подводить итоги дела. Свою речь он предварил заявлением, в котором сурово осудил поведение Кенили. В рамках этой стадии процесса сторона обвинения постоянно обращала внимание присяжных на то, что Претендент демонстрировал «грубое и поражающее невежество», которое никак не могло характеризовать подлинного Роджера Тичборна. Кокберн отверг версию Претендента о содержимом пакета, не позволив тем самым посягнуть на честь Кэтрин Даути. По мнению Джона Морса, в заключительной часть своей речи Кокберн проявил выдающуюся непоколебимость. В то время как большинство изданий рукоплескали его прямоте, некоторые назвали заключительную часть процесса скорее «Ниагарой осуждения», чем беспристрастным подведением итогов.
28 февраля, в субботний полдень присяжные удалились для обсуждения приговора, вернувшись менее чем через полчаса. В приговоре устанавливалось, что Претендент не был Роджером Тичборном, что он не вступал в связь с Кэтрин Даути, и что он несомненно был Артуром Ортоном. Претендент обвинялся в лжесвидетельстве, а присяжные, ко всему прочему, также осудили поведение Кенили. После того, как судьи отказали Претенденту в слове, он был приговорён к двум семилетним срокам заключения в тюрьме. После суда карьера Кенили была разрушена. Он был исключён из Оскфордского кружка и благородного общества «Грейс-Инн», лишившись возможности осуществлять судебную практику. 2 декабря 1874 года лорд-канцлер аннулировал его лицензию королевского адвоката.

## Последствия

### Общественное движение

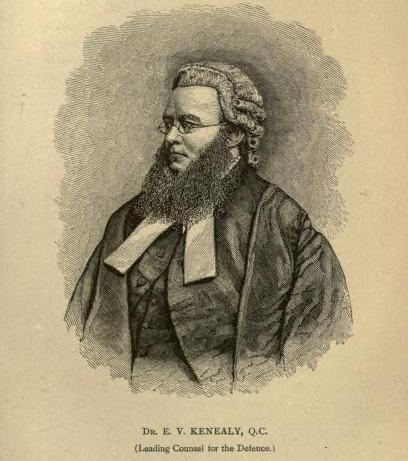
Эдвард Кенили, адвокат Претендента в уголовном процессе

Приговор суда спровоцировал появление широкого общественного движения в поддержку Претендента. Его и Кенили восхваляли как героев, последнего же, ввиду его разрушившейся карьеры, считали мучеником. Джордж Бернард Шоу, впоследствии писавший о деле Тичборна, отмечал в нём парадокс: Претендент, воспринимаемый как представитель рабочего класса, намеревался подтвердить своё право на место в высшем обществе, однако был отвергнут той самой элитой. В апреле 1874 года Кенили создал политическую организацию под названием «Ассоциация Великой хартии вольностей» (англ. "Magna Charta Association"), в повестку которой вошёл широкий круг вопросов, отчасти перекликающихся с требованиями чартистов 30-х и 40-х годов XIX века. В феврале следующего года Кенили принял участие в выборах парламентского представителя от округа Сток-он-Трент, место которого стало вакантным. Проведя кампанию в роли «Народного кандидата» (англ. "The People's Candidate"), Кенили выиграл выборы с большим преимуществом. Впрочем, ему так и не удалось убедить Палату общин в необходимости создания королевской комиссии, которая занялась бы пересмотром итогов дела. Его инициативу поддержали лишь два не имеющих права голосовать счётчика, в то время как против создания комиссии проголосовали 433 депутата. Так как в парламенте Кенили стал объектом насмешек, его дальнейшая деятельность не была связана с законотворчеством. На пике популярности Претендента появился целый рынок продукции, связанной с его персоной. На протяжении нескольких лет публике предлагались медальоны, китайские фигурки, салфетки и прочие посвящённые Претенденту сувениры. К началу 80-х годов интерес к делу угас и на выборах 1880 года Кенили потерпел сокрушительное поражение. Несколько дней спустя он скончался от сердечной недостаточности. Его организация существовала на протяжении ещё нескольких лет, пользуясь всё меньшей поддержкой. В мае 1886 года закрылась газета The Englishman («Англичанин»), которую он основал во время процесса. Никаких сведений о дальнейшей деятельности Ассоциации обнаружено не было.

### Освобождение и последние годы жизни Претендента

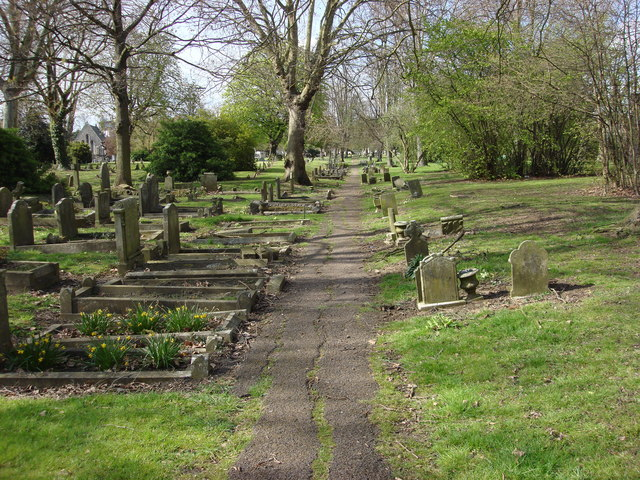
Паддингтонское кладбище, место захоронения Претендента

11 октября 1884 года Претендент досрочно вышел на свободу, проведя в тюрьме десять лет. Заточение существенно сказалось на его внешности. В письме Онслоу, от мая 1875 года, Претендент сообщал о потере 148 фунтов (около 67 килограммов). На протяжении всего срока он продолжал утверждать, что является Роджером Тичборном. Тем не менее, после освобождения он не проявлял интереса к сотрудничеству с организацией Кенили, решив жить выступлениями в мюзик-холлах и цирках. Разочаровав сторонников, он был обречён на забвение. В 1886 году он отправился в Нью-Йорк, где, однако, не смог заинтересовать публику и в конечном итоге устроился на работу в бар.
В 1887 году он вернулся в Англию, где, несмотря на формально не расторгнутый брак с Мэри Энн Брайант, женился на певице мюзик-холлов Лили Эневер. В 1895 году он признался изданию «The People» в том, что является Артуром Ортоном — ценой признания стали нескольких сотен фунтов. Эти деньги позволили ему открыть небольшую табачную лавку в лондонском Ислингтоне. Через некоторое время он дезавуировал своё заявление и вновь объявил себя Тичборном. Это не помогло его делу: лавка разорилась, как и другие его деловые начинания. Впав в нужду, он скончался от болезни сердца 1 апреля 1898 года. Его похороны вновь пробудили интерес к делу, на церемонии захоронения присутствовали приблизительно пять тысяч человек, Претендент же был погребён в безымянной нищенской могиле. Проявив, по словам Роэна Макуильяма, «акт необычайного великодушия», Тичборны позволили прикрепить на гроб Претендента табличку с надписью «Сэр Роджер Чарльз Даути Тичборн». В документах Паддингтонского кладбища также значится фамилия «Тичборн».

### Оценки
Подавляющее большинство историков принимают версию суда относительно личности Претендента. Макуильям, тем не менее, ссылаясь на Дугласа Вудраффа, допускает, что его претензии действительно могли быть обоснованными. Вудрафф ставит под сомнение возможность разработки и осуществления подобного обмана: «Это было бы выходящим за границы разумного нахальством, если бы Артур Ортон сел на корабль с женой и слугами и переплыл весь свет, зная об ожидавших их лишениях, которые наступили бы, не убеди он никогда не виденную и практически не известную ему женщину в том, что он её сын».
В 1876 году, в то время как Претендент находился в тюрьме, обитатель сиднейского приюта для душевнобольных Уильям Крессуэлл объявил себя Артуром Ортоном. Общественность вновь заинтересовалась делом, поскольку некоторые показания Крессуэлла соответствовали имеющейся информации об Ортоне. Сторонники Претендента пытались привезти австралийца в Англию, и, хотя им так и не удалось сделать этого, споры о личности Крессуэлла не утихали несколько лет. В 1884 году сиднейский суд постановил, что по данному вопросу нельзя вынести однозначное решение, поэтому должен сохраняться статус-кво. Крессуэлл был оставлен в стенах приюта. Незадолго до его смерти в 1904 году с ним встретилась новая леди Тичборн, которая не обнаружила в его внешности никаких признаков принадлежности к Тичборнам.
Некоторые неопределённые и противоречивые аспекты дела впоследствии подверглись дополнительным исследованиям. Черты лица Претендента напоминали внешность некоторых Тичборнов — этот факт признал даже судья Кокберн. Пытаясь объяснить этот факт, Онслоу на страницах The Englishman предположил, что мать Ортона могла быть внебрачной дочерью сэра Генри Тичборна, деда Роджера. Согласно другой версии, биологическим отцом Ортона мог стать Джеймс Тичборн, то есть, Претендент и Роджер были единокровными братьями. Ещё одна гипотеза состоит в том, что Ортон и Роджер, находясь в Австралии, могли быть сообщниками в некой криминальной деятельности, и Ортон, убив Тичборна, принял его идентичность. Дочь Претендента от Мэри Энн Брайант, Тереза Мэри Агнес, утверждала, что отец признавался ей в убийстве Артура Ортона, открыв тем самым детали своего пребывания в Австралии. Впрочем, ни одно из этих предположений не имеет под собой прямых доказательств. Тереза продолжала называть себя дочерью Тичборна, и в 1924 году она была заключена в тюрьму по обвинению в вымогательстве денег Тичборнов путём угроз и требований.
Вудрафф пишет, что судебные приговоры, хотя и были справедливы в свете представленных доказательств, не разрешили то «огромное сомнение», о котором говорил Кокберн. В 1957 году Вудрафф писал, что ключ к решению загадки, вероятно, потерян навсегда. В 1998 году Брайан Бриндли сообщил, что истинное положение дел может быть установлено с помощью генетической дактилоскопии. При этом загадка Претендента по-прежнему остаётся без ответа, вдохновляя писателей и режиссёров: одной из кинематографических интерпретаций дела стал фильм The Tichborne Affair, вышедший на австралийском телевидении в 1975 году. Вудрафф же заключает, что «потерявшийся мужчина всё ещё ходит в истории под тем самым именем, который ему дал современный голос общества: Претендент».

## В массовой культуре
- Эпизод «The Principal and the Pauper» (девятый сезон) мультсериала «Симпсоны» имеет множество сюжетных пересечений с делом Тичборна[135].

## Комментарии
1. ↑  Фотографические свидетельства не признавались судами в качестве доказательств, так как считалось, что подобные снимки можно подделывать. Представленный триптих был собран уже после вынесения решения по уголовному делу (см. McWilliam, pp. 45, 197‒198).
2. ↑  англ. "of a delicate constitution, rather tall, with very light brown hair and blue eyes"
3. ↑  англ. "for any information that may definitely point out his fate"
4. ↑  англ. "most liberal reward"
5. ↑  В итоге Кьюбитт остался в Австралии. Сообщается, что он и Гиббс получили в итоге вознаграждение в размере £1 000 и £500 соответственно (см. Annear, 2003, стр. 79).
6. ↑  Согласно подсчётам ресурса MeasuringWorth.com, тысяча фунтов 1867 года эквивалентна 72 000 фунтов по индексу розничных цен и 556 000 фунтов по среднему уровню дохода (см. ссылку Архивная копия от 18 декабря 2017 на Wayback Machine).
7. ↑  Картер и другой сослуживец Роджера, Джон М’Кэнн, были приняты в дом Претендента в качестве слуг (см. McWilliam, 2007, стр. 24).
8. ↑  В своём исследовании дела Дуглас Вудрафф указывает, что в июне 1868 года Претендент весил 344 фунта (около 156 килограммов), а летом 1870 года масса его тела составляла 378 футов (более 171 килограмма; см. Woodruff, 1957, стр. 81).
9. ↑  Отвечая на вопрос, Претендент ещё не знал, что стюард уже уничтожил пакет. Узнав об этом, Претендент рассказал о содержимом пакета (см. Woodruff, 1957, стр. 90‒91).
10. ↑  Согласно исследованию Вудраффа, денег Претенденту хватило на 18 месяц. К концу 1871 года он снова оказался без средств к существованию (см. Woodruff, 1957, стр. 165).
11. ↑  Рассмотрение дела началось в Суде общих тяжб, но вскоре, учтя требования зрителей, власти перенесли заседание в более вместительный зал. Оба помещения были расположены в комплексе дворца (см. McWilliam, 2007, стр. 43).
12. ↑  Баллантин служил на ныне упразднённой должности Барристера высшего ранга. Гиффорд, впоследствии получивший титул лорда Хэлсбери, годы спустя ступил на должность британского лорда-канцлера. Он же стал автором «Законов Англии Хэлсбери» — ведущего юридического комментария по английскому праву в XX и XXI веках. Его перу принадлежит и начало энциклопедии «Законы Австралии Хэлсбери» (см. McWilliam, 2007, стр. 40).
13. ↑  англ. "a large-boned man with sharp features and a lengthy face slightly marked with smallpox"
14. ↑  англ. "Are you Arthur Orton?"
15. ↑  англ. "I am not"
16. ↑  англ. "the great imposters of history"
17. ↑  Примечательно, что невозможность доподлинно установить имя Претендента отразилась и в ордере на арест, в котором значилось имя «Томаса Кастро, иначе называемого Артуром Ортоном, иначе называемого сэром Роджером Чарльзом Даути Тичборном» (см. Annear, 2003, стр. 308‒310).
18. ↑  Проиграв в суде, Претендент должен был возместить все судебные издержки, оценённые приблизительно в 80 тысяч фунтов. Это означало, что Претендент повторно стал банкротом и лишился всех источников дохода (см. Woodruff, 1957, стр. 221‒222).
19. ↑  англ. "I appeal to every British soul who is inspired by a love of justice and fair play, and is willing to defend the weak against the strong."
20. ↑  На той встрече председательствовал Дж. Б. Скипворт, видный юрист, известный своими радикальными взглядами. В январе 1873 года он был приговорён к выплате штрафа в пятьсот фунтов и трёхмесячному заключению за повторное обвинение судебной власти (см. Biagini & Reid, 1999, стр. 46‒47).
21. ↑  Приблизительный перевод: «Журнал против притеснений и тичборнские новости».
22. ↑  англ. "thought him a rather fine and stately figure"
23. ↑  англ. "educated men, men moving in good society… It was 'Sir Roger', always 'Sir Roger' on all hands, no one withheld the title"
24. ↑  англ. "gross and astonishing ignorance"
25. ↑  англ. "a Niagara of condemnation"
26. ↑  англ. "an act of extraordinary generosity"
27. ↑  англ. "[I]t was carrying effrontery beyond the bounds of sanity if Arthur Orton embarked with a wife and retinue and crossed the world, knowing that they would all be destitute if he did not succeed in convincing a woman he had never met and knew nothing about first-hand, that he was her son."
28. ↑  англ. "great doubt"
29. ↑  англ. "the man who lost himself still walks in history, with no other name than that which the common voice of his day accorded him: the Claimant"
30. ↑  Генри Альфред, двенадцатый баронет, скончался в 1910 году. Линия угасла после смерти четырнадцатого баронета в 1968 году (см. Woodruff, 1957, стр. 2).